# César Villafañe
César Villafañe Blanco (León, España, 4 de agosto de 1974) es un exfutbolista español que se desempeñaba como centrocampista.

## Clubes
| Club                         | País   | Año       |
| ---------------------------- | ------ | --------- |
| U. D. Salamanca              | España | 1994-1997 |
| Cultural y Deportiva Leonesa | España | 1998      |
| U. P. Plasencia              | España | 1998-1999 |
| Cultural y Deportiva Leonesa | España | 1999-2003 |
| Zamora C. F.                 | España | 2003-2004 |